# Choptank
Pour la langue amérindienne éteinte, voir Nanticoke (langue)#Dialectes.
Choptank est une census-designated place située dans le comté de Caroline, dans l’État du Maryland, aux États-Unis. Sa population s’élevait à 129 habitants lors du recensement de 2010.

## Source
- (en) Cet article est partiellement ou en totalité issu de l’article de Wikipédia en anglais intitulé « Choptank, Maryland » (voir la liste des auteurs).